# Lysâneas Maciel
Lysâneas Dias Maciel (Patos de Minas, 23 de dezembro de 1926 — Rio de Janeiro, 6 de dezembro de 1999) foi um advogado e político brasileiro.
Considerado por muitos como o mais atuante deputado federal nos anos do regime militar, membro do MDB e integrante do grupo dos chamados autênticos do partido.
Duas vezes deputado federal pelo MDB, pelo antigo Estado da Guanabara (de 1971 a 1975 e de 1975 a 1976, quando teve seu mandato cassado), foi novamente eleito deputado federal pelo PDT do Rio de Janeiro, nas legislaturas de 1987 (deputado constituinte) a 1991 e de 1991 a 1992. Foi também vereador do Rio de Janeiro, de 1997 até sua morte.
Lysâneas Maciel lutou pela redemocratização do Brasil, pela convocação de uma Assembleia Nacional Constituinte, pela abolição da censura à imprensa e pelas eleições diretas em todos os níveis.

## Juventude
Nascido em Patos de Minas, Minas Gerais, era um dos sete filhos de Antonio Dias Maciel e Ordalia Pinto Maciel.  A política fizera parte de sua família por várias gerações, desde o patriarca Antônio Dias Maciel, barão de Araguari. O avô de Lysâneas, coronel Farnese Maciel, fora chefe político em Patos de Minas, e seu tio-avô, Olegário Maciel, fora governador de Minas Gerais.
O pai de Lysâneas, também chamado Antônio Dias Maciel, em seu tempo considerado um brilhante orador, exercera importante papel na formação do filho, que o admirava sobretudo por sua incontestável retidão e generosidade. Antônio Maciel deixou de lado a carreira bem sucedida de advogado para dedicar-se à sua vocação cristã, tornando-se pregador leigo, chegando a ser freqüentemente confundido com um pastor.
A educação religiosa  teve influência fundamental na vida de Lysâneas que teve uma juventude marcada pelo seu engajamento na igreja evangélica.
Fez parte da União Cristã de Estudantes do Brasil (UCEB), que era supervisionada pelo pastor presbiteriano Jorge César Mota. Dentre os participantes desse movimento, surgiram ativistas e pensadores como: Adauto Araújo Dourado, Benjamin Moraes, Billy Gammon, Boanerges Cunha, Rubem Alves, Jether Ramalho, Waldo César e Caio Toledo.
Uma doença grave de seu irmão caçula, Élter Maciel, provocou a mudança da família para o Rio de Janeiro, embora o pai de Lysâneas já pretendesse mudar-se de sua cidade para afastar os filhos da vida política local.

## Trajetória profissional e política
Lysâneas Maciel estudou na Faculdade Nacional de Direito da Universidade do Brasil, onde se formou em Ciências Jurídicas e Sociais em 1951. Era considerado um dos mais brilhantes advogados do país, na área de direito trabalhista.
Após o golpe militar de 1964, atuou como advogado de presos políticos (dentre os quais figuravam amigos e membros de sua comunidade cristã), o que o aproximou gradativamente da esquerda política.
Filiou-se ao MDB, elegendo-se deputado federal pelo antigo Estado da Guanabara, em 1970. Durante seu primeiro mandato, integrou a Comissão de Constituição e Justiça da Câmara Federal onde desempenhou importante papel na defesa dos direitos humanos. Em 1971, organiza juntamente com os deputados Francisco Pinto, da Bahia, e Marcos Freire, de Pernambuco, o grupo "autêntico" do MDB, que definia como seu objetivo principal "combater o imobilismo da cúpula partidária".
Eleito para a legislatura seguinte  (1974-1978), tornou-se presidente da Comissão de Minas e Energia, na qual assume posição contrária à quebra de monopólio da Petrobrás. Nessa época, era considerado pela imprensa um dos mais atuantes parlamentares do Congresso Nacional. Em 1975, Jarbas Vasconcelos declara: "Não existe Comissão de Direitos Humanos no Congresso. A comissão é Lysâneas Maciel."
Em abril de 1976, seu mandato foi cassado pelo presidente Ernesto Geisel, isto porque no dia 31 de março, tinha proferido seu pronunciamento mais forte contra a ditadura, protestando contra a cassação dos 
deputados gaúchos Amaury Müller e Nadir Rosseti.

## O exílio
Após a cassação do seu mandato, Lysâneas partiu com a família para Suíça. Em Genebra, encontrou oportunidade concretas de trabalho no Conselho Mundial de Igrejas, exercendo funções na Comissão de Justiça e Serviço e na Comissão de Direitos Humanos da ONU. 
Como integrante da Comissão de Cristãos Eminentes visitou doze países, falou a milhares de estudantes nas universidades por onde passou "utilizando sua experiência como parlamentar para equacionar e propor soluções" . 
Sua família retornou ao Brasil em 1978.

## Carreira política após a anistia
Ainda com seus direitos políticos suspensos, Lysâneas continuou atuante na vida política brasileira.
Promulgada a Lei da anistia e extinto do bipartidarismo no Brasil, participou da criação do PDT, mas deixou o partido em 1981 para tornar-se militante do Partido dos Trabalhadores, em ato político realizado em 13 de outubro, com a presença de Lula e outros dirigentes do partido.  Disputou o governo do Estado do Rio de Janeiro pelo PT, nas eleições vencidas por Leonel Brizola. 
Retorna ao PDT e é mais uma vez eleito deputado federal. Despede-se da Câmara dos Deputados em janeiro de 1991, mas retorna em novembro do mesmo ano, assumindo, como suplente, o mandato do deputado Carlos Lupi. Deixa o Congresso Nacional definitivamente em 1992.
Nas eleições de 3 de outubro de 1996, elege-se vereador do Município do Rio de Janeiro.  
Em 1999, morre no Rio de Janeiro, em decorrência de um câncer no estômago, poucos antes de completar 73 anos. Era casado com Regina Carrano de Moura Carijó, com quem teve três filhos: Armando, Andréa e Antônio Carlos.   

## Obras publicadas
- Sindicalismo, opção democrática (1963)
- Sindicatos Cristãos
- Ação Cristã nos sindicatos
- Integração e salário
- Malogro da renovação política
- Natureza da oposição
- Terror na universidade
- Grito da Igreja